# منزل شاي أوغست مون (فلم)
منزل شاي أوغست مون (بالإنجليزية: The Teahouse of the August Moon) فيلم كوميدي صادر سنة 1956، من إخراج دانيال مان وإنتاج جاك كامينغز ومُقتبس عن رواية تحمل نفس الاسم للروائي فيرن سنايدر، ونجوم الفيلم هم: مارلون براندو، دانيال مان، جلين فورد وبول فورد. الفيلم يتهكم على الاحتلال الأمريكي وأمركة جزيرة أوكيناوا بعد نهاية الحرب العالمية الثانية في عام 1945.

## روابط خارجية
- مقالات تستعمل روابط فنية بلا صلة مع ويكي بيانات